# Simon Sluga
Simon Sluga [sǐmon slǔːɡa] (* 17. März 1993 in Rijeka) ist ein kroatischer Fußballtorhüter.

## Karriere

### Rijeka
Während Slugas Zeit in der Jugendakademie von HNK Rijeka, wurde er für jeweils ein Jahr an die Jugendabteilungen von Juventus Turin und Hellas Verona verliehen. In den ersten drei Jahren seiner Profikarriere wurde Sluga von Rijeka zuerst nach Pomorac Kostrena, Lokomotiva Zagreb und anschließend später nach Spezia ausgeliehen. In Kostrena absolvierte er in der zweiten kroatischen Liga seine ersten Spiele als Profi, wobei er in 31 Spielen nur 17 Gegentore bekam. In der Saison 2014/2015, bei Lokomotiva, absolvierte er in seiner ersten Spielzeit in der höchsten kroatischen Liga 26 Spiele. Bei seiner dritten Leihstation Spezia, kam er in der Folgesaison zu keinem Einsatz. Im Jahr 2016 kehrte Sluga nach Rijeka zurück und etablierte sich in den darauf folgenden Jahren als Stammtorhüter.

### Luton Town
Am 19. Juli 2019 wechselte er für die Vereins-Rekordablösesumme von 1,5 Millionen Euro zu Luton Town in die englische EFL Championship und unterzeichnete einen Dreijahresvertrag. Sein erstes Spiel für die „Hatters“ absolvierte er am 2. August, beim 3:3-Unentschieden gegen Middlesbrough.

### Ludogorez Rasgrad
Am 31. Januar 2022 wechselte er zum bulgarischen Erstligisten Ludogorez Rasgrad. Bei diesem kam er in seinen zweieinhalb Jahren der Vereinszugehörigkeit kaum zu Einsätzen und hatte es in diesem Zeitraum zu lediglich 20 Ligaspielen – davon 15 allein in seiner letzten Saison – gebracht. Im Sommer 2024 lief sein Vertrag bei den Bulgaren aus, woraufhin er einige Zeit vereinslos war. Im Oktober 2024 heuerte er bei Maccabi Tel Aviv an, bekam einen Vertrag bis zum Saisonende und kam in der Spielzeit 2024/25 in 17 Meisterschaftsspielen, zwei Pokalpartien und einer Begegnung in der UEFA Europa League 2024/25 zum Einsatz. Im Sommer 2025 wechselte er zum NK Celje in die höchste slowenische Fußballliga.

## Nationalmannschaft
Am 11. Juni 2019 absolvierte Sluga sein erstes Spiel für die kroatische A-Nationalmannschaft. Das Freundschaftsspiel gegen Tunesien ging mit 1:2 verloren.
Er war bei der Europameisterschaft 2021 Bestandteil des kroatischen Kaders, der bei dem Turnier im Achtelfinale gegen Spanien ausschied.

## Erfolge
HNK Rijeka
- 1. HNL: 2016/17
- Kroatischer Fußballpokal: 2016/17, 2018/19

Ludogorez Rasgrad
- Bulgarischer Meister: 2022